# Minamoto no Shitagō
Minamoto no Shitagō (jap. 源 順; ur. 911, zm. 983) – japoński uczony i urzędnik okresu Heian, jeden z Trzydziestu Sześciu Mistrzów Poezji, jeden z pierwszych leksykografów japońskich.

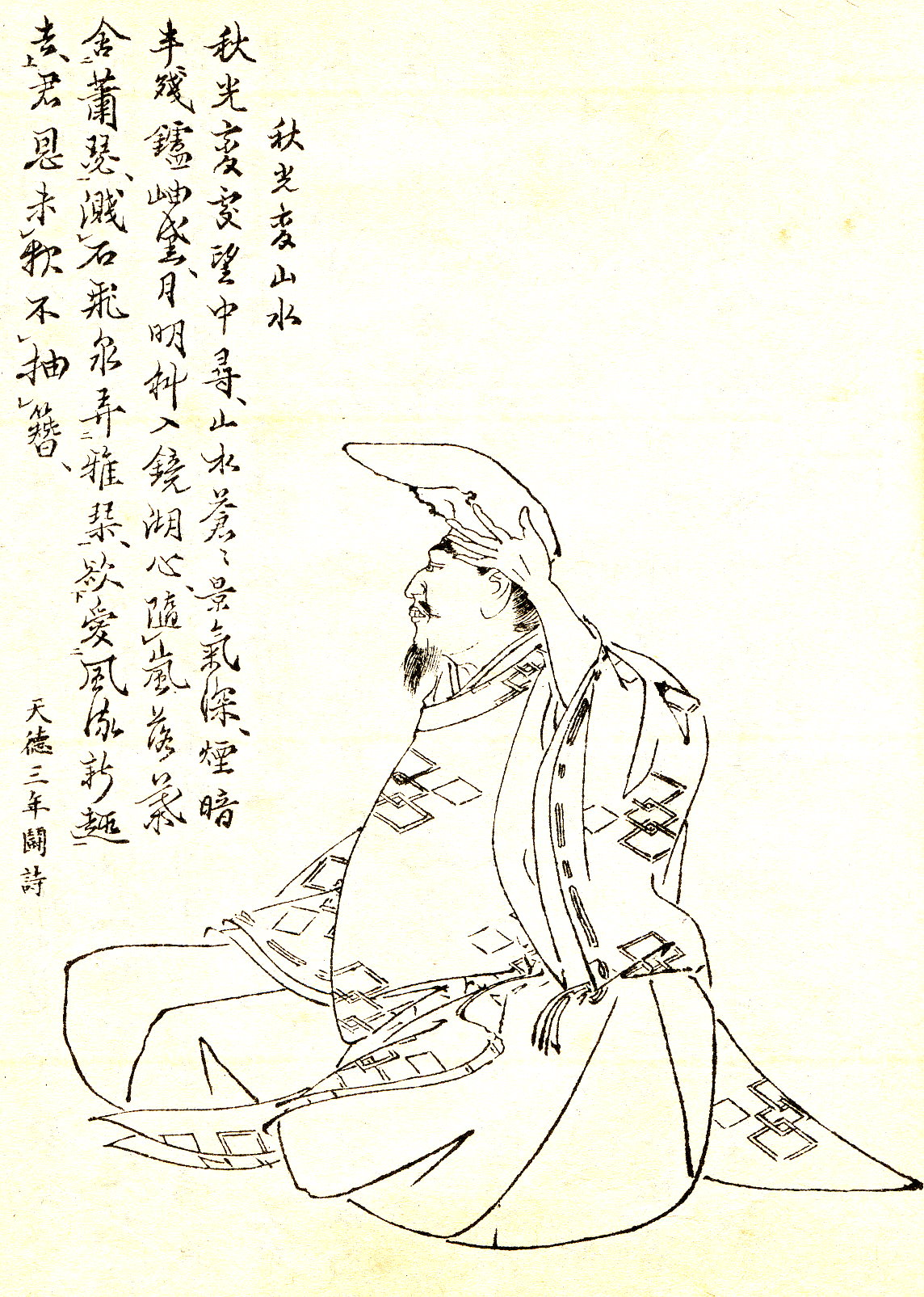
Minamoto no Shitagō, rysunek autorstwa Yōsaia Kikuchiego

Pochodził z niższej arystokracji, co powodowało, że jego utwory prezentowane były raczej na prywatnych spotkaniach i rzadko otrzymywał oficjalne zamówienia na wiersze, które były domeną poetów z najwyższych warstw. Kształcił się w cesarskiej akademii Daigaku-ryō, był urzędnikiem średniego szczebla i pracował jako prywatny nauczyciel – jego najważniejszym patronem był Minamoto no Takaakira – tworząc m.in. encyklopedyczne kompendia wiedzy dla swoich pracodawców.
Uznany mistrz poezji w stylu chińskim; jego wiersze i eseje znajdują się m.in. w takich zbiorach jak Wakan rōeishū (jap. 和漢朗詠集), w którym jest 30 jego utworów, i Honchō monzui (jap. 本朝文粋). W tym ostatnim znajdują się m.in. jego utwory o charakterze satyrycznym (w „Krowie bez ogona” sugeruje, że sam traktuje swoją pozornie kaleką, a w rzeczywistości bardzo wartościową krowę lepiej niż cesarz swych lojalnych i  uczonych, choć niearystokratycznych, urzędników). Honchō monzui zawiera 24 eseje i 8 wierszy Minamoto, pisanych po chińsku, którą to formą wypowiedzi posługiwał się biegle, tak samo jak biegle pisał poezje japońskie. Jego waka zgromadzone są w osobistym zbiorze Minamoto no Shitagō shū (jap. 源順集). Jego twórczość wskazuje na łączenie tradycji tworzenia literatury w języku chińskim i japońskim na dworze Heian.
Był jednym z nashitsubo no gonin (jap. 梨壺の五人), czyli kompilatorów zbioru Gosen wakashū (jap. 後撰和歌集). Przypisuje mu się też, aczkolwiek brak jest decydujących dowodów, autorstwo fantastycznej opowieści w dwudziestu tomach Utsuho monogatari / Utsubo monogatari (jap. 宇津保物語, „Opowieść o dziupli”, ok. 970–983).
W 934 na polecenie Kinshi, czwartej córki cesarza Suzaku, skompilował słownik Wamyō ruijushō (jap. 倭名類聚抄, „Japońskie nazwy [rzeczy], opisane i sklasyfikowane”). Był to słownik typu bunruitai (jap. 分類体), tj. rzeczowy, o charakterze encyklopedycznym, z hasłami ułożonymi w grupy według znaczeń (np. zjawiska przyrodnicze, relacje międzyludzkie itp.). Słownik porządkuje hasła w 24 grupy główne i 128 podgrup. Hasła są podane w języku chińskim, następnie cytowane jest źródło, podana wymowa chińska i ewentualnie wymowa japońska, zapisana man’yōganą. Jest to pierwszy zachowany (choć być może nie pierwszy w ogóle stworzony) słownik rzeczowy z objaśnieniami japońskimi.